# District de Hamirpur (Himachal Pradesh)
Pour les articles homonymes, voir District de Hamirpur.

Le District de Hamirpur  (hindi : हमीरपुर जिला) est un district de l'état de l'Himachal Pradesh en Inde.

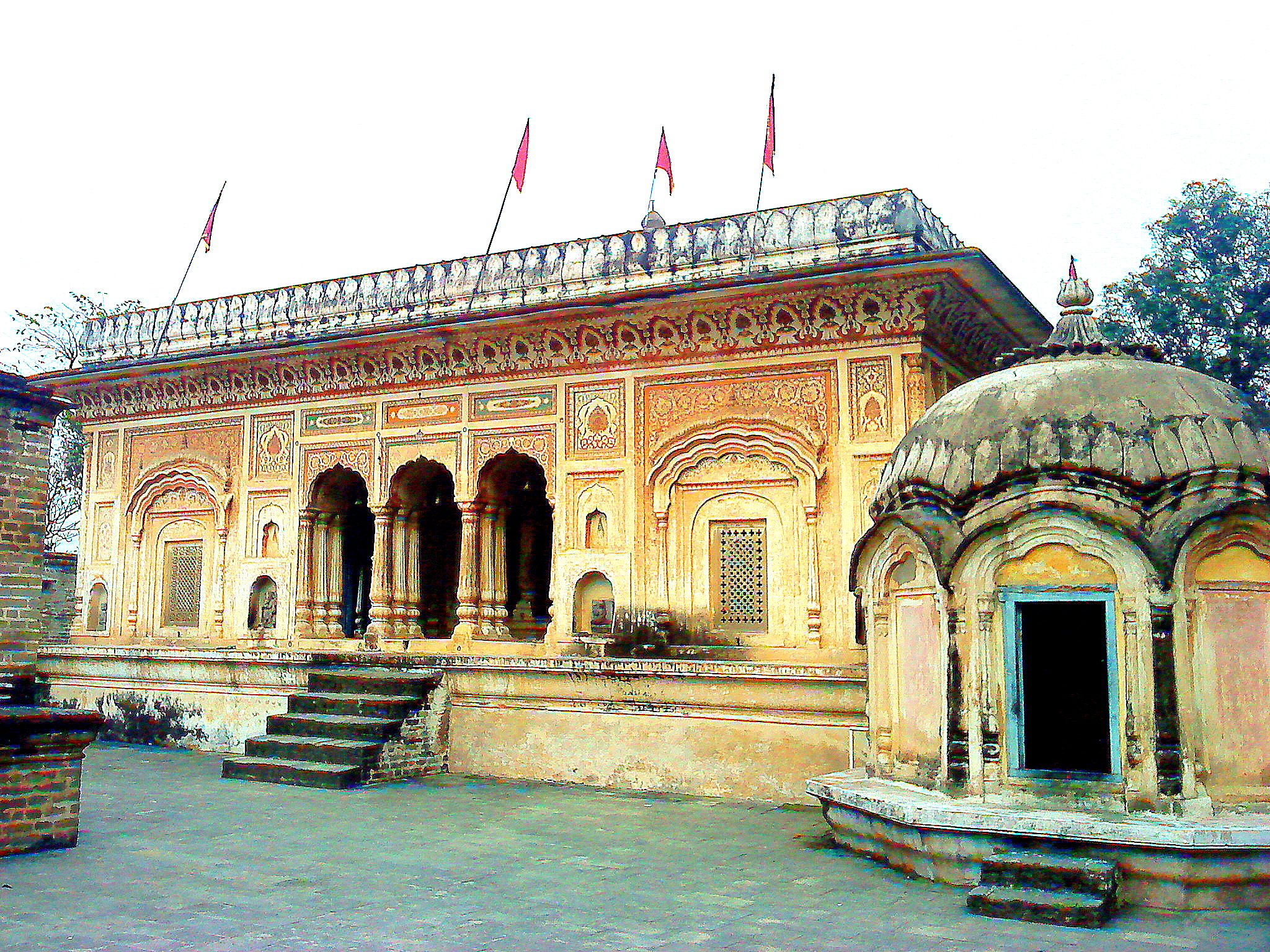
Le temple de Narbadeshwar.

## Géographie
Sa population de 454 768 habitants (en 2011) pour une superficie de 1 118 km2.